# Eberhart Reumuth
Eberhart Reumuth (* 10. Januar 1925 in Kleinsermuth; † 4. Juni 1970 in Rostock) war ein deutscher Stomatologe und Hochschullehrer.

## Leben
Eberhart Reumuths Vater war der Lehrer und Schulleiter	Willi Reumuth (1891–1936), seine Mutter die Lehrerin Charlotte Reumuth (1896–1965), geborene Richter. Seine Schulbildung schloss er 1942 am Gymnasium in Rochlitz mit dem Abitur ab und wurde anschließend zum Kriegsdienst in einer Panzerdivision eingezogen. Nach dem Kriegsende 1945 studierte er bis 1949 Zahnheilkunde an der Universität Halle. Im März 1949 erhielt er die Approbation, im April promovierte er zum Dr. med. dent. mit der Arbeit Die zahnärztlich-klinische Beurteilung des Prothesenwerkstoffes Prothelit. Im selben Jahr begann seine Tätigkeit als wissenschaftlicher Assistent in der Klinik und Poliklinik für Zahn-, Mund- und Kieferkrankheiten in Halle. 1951 wurde er zum Oberarzt der Prothetischen Abteilung ernannt. Im Dezember 1955 erfolgte seine Habilitation für Zahn-, Mund- und Kieferheilkunde mit der Arbeit Die Darstellung des menschlichen Kauvorganges mit Hilfe einer kinematographischen Untersuchungsmethode. Im März 1956 wurde Eberhart Reumuth zum Dozenten ernannt und ab März 1957 erhielt er die Professur mit Lehrauftrag an der Medizinischen Fakultät der Martin-Luther-Universität Halle-Wittenberg. Im Januar 1958 wurde er zum Professor mit Lehrauftrag an der Klinik und Poliklinik für Zahn-, Mund- und Kieferkrankheiten der Universität Rostock berufen, wo er bis zu seinem Tod tätig war. Von 1960 bis 1961 war er kommissarischer Klinikdirektor, danach Klinikdirektor.

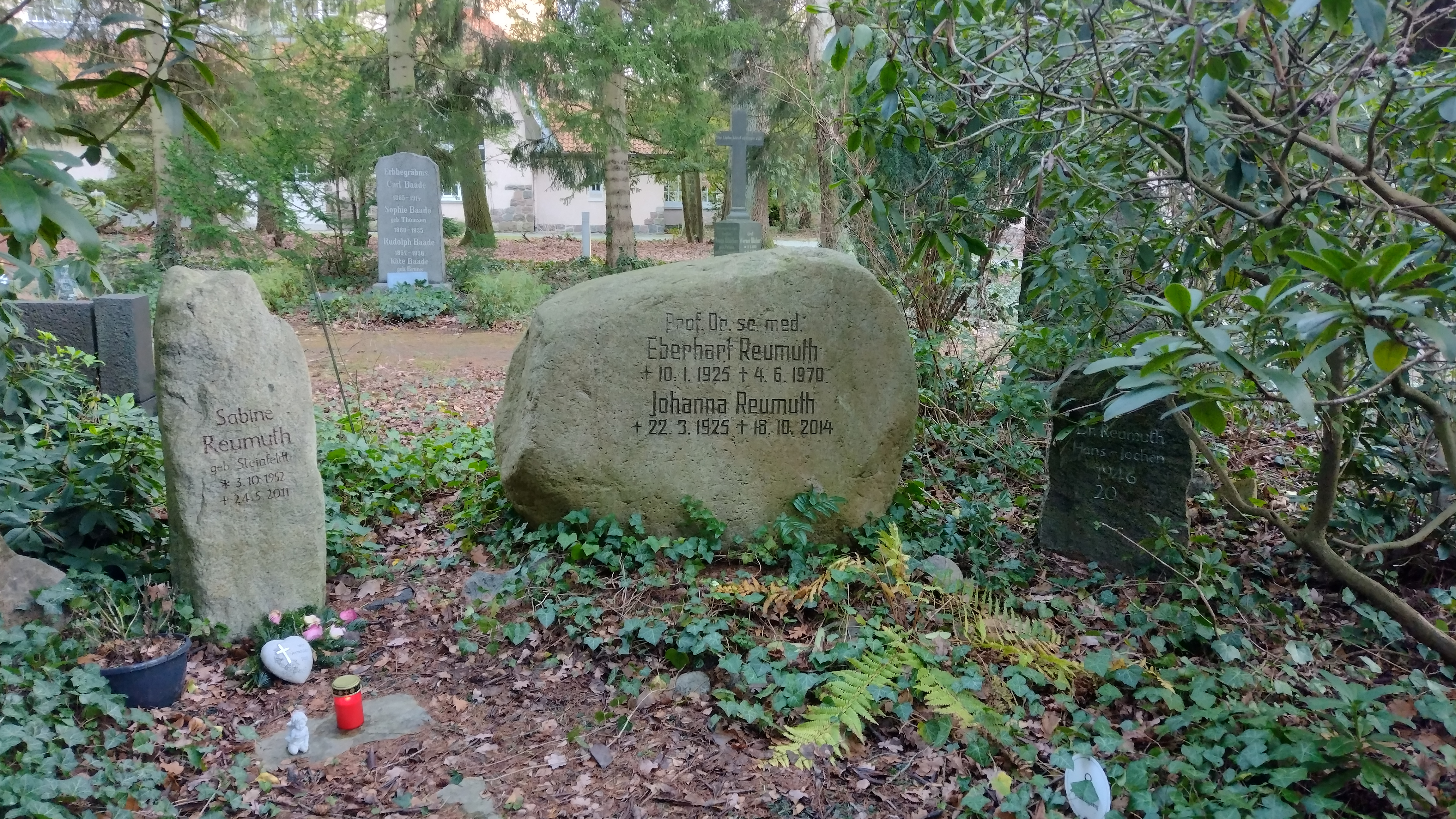
Grab Eberhart Reumuths auf dem Neuen Friedhof Rostock

Sein Grab befindet sich auf dem Neuen Friedhof in Rostock.

## Funktionen
- ab 1951 Mitglied des Arbeitskreises Dental-Technik beim Ministerium für Gesundheitswesen der DDR
- 1953 bis 1958	Vorstandsmitglied der Medizinisch-wissenschaftlichen Gesellschaft der Universität Halle
- ab 1954 Mitglied des Forschungsrates der Sektion Stomatologie
- ab 1956 Redaktionsmitglied der Zeitschriften Deutsche Stomatologie, Medizintechnik, Die Zahntechnik, Zahnmedizin im Bild
- ab 1961 Vorstandsmitglied der Medizinisch-wissenschaftlichen Gesellschaft für Zahn-, Mund- und Kieferheilkunde an den Universitäten Greifswald und Rostock
- 1961 bis 1967 Vorsitzender des Wissenschaftlichen Beirates für Zahn-, Mund- und Kieferheilkunde beim Staatssekretariat für das Hoch- und Fachschulwesen der DDR
- ab 1963 Mitglied des Rates für Planung und Koordinierung der Medizinischen Wissenschaft beim Ministerium für Gesundheitswesen der DDR
- ab 1963 Vorstandsmitglied der Gesellschaft für Stomatologie der DDR
- ab 1968 Vorstandsmitglied der Medizinischen Gesellschaft an der Universität Rostock

## Ehrungen
- 1952 Medaille für ausgezeichnete Leistungen
- 1969 Obermedizinalrat
- 1970 Verdienter Arzt des Volkes